# Panteão das Duquesas de Bragança
O Panteão das Duquesas de Bragança localiza-se na Igreja do Convento das Chagas de Cristo, em Vila Viçosa, em Portugal.
Foi fundado em 1515 por D. Jaime I, 4º Duque de Bragança, para albergar o Panteão das Duquesas de Bragança, acolhendo os túmulos das Duquesas e das filhas solteiras dos Duques de Bragança. As obras prolongaram-se até ao filho do fundador, D. Teodósio I, 5º Duque de Bragança, em 1533.
O Panteão dos Duques de Bragança encontra-se igualmente localizado em Vila Viçosa, no Convento dos Agostinhos, perto do Panteão das Duquesas.
Inserido na Igreja do Convento das Chagas, o Panteão das Duquesas de Bragança está classificado como Monumento Nacional desde 1944.

## Sepultamentos
- D. Angélica (1573-1576); D. Querubina (1572-1580); D. Isabel (1578-1582); D. Maria (1565-1592), filhas de D. João I;
- D. Isabel de Bragança (1511-1576);
- D. Maria das Chagas de Bragança (1527-1586), freira, filha de D. Jaime I;
- D. Vicência do Espírito Santo de Bragança (1532-1603), freira;
- D. Ana de Velasco e Girón, Duquesa de Bragança (1585-1607);
- D. Catarina (1606-1610), filha de D. Teodósio II;
- D. Catarina de Portugal, Duquesa de Bragança (1540-1614);
- D. Joana da Trindade Mendonça (falecida em 1616), abadessa, filha do 2.º Marquês de Ferreira e D. Eugénia de Bragança, neta materna de D. Jaime I;
- D. Beatriz de Lencastre (1542-1623);
- D. Antónia da Encarnação (falecida em 1635) e D. Maria, freiras, filhas ilegítimas de D. Jaime I;
- D. Angélica de Bragança, abadessa, filha de D. Fulgêncio de Bragança, neta paterna de D. Jaime I;
- Maria Francisca de Orléans e Bragança (1914-1968);
- Maria Antónia de Bragança (1903-1973) e Filipa de Bragança (1905-1990), filhas de Miguel Januário de Bragança